# کاکینوموتو نو هیتومارو
کاکینوموتو نو هیتومارو (انگلیسی: Kakinomoto no Hitomaro؛ زاده ۰۶۶۲ – درگذشته ۰۷۱۰) نویسنده و شاعر اهل ژاپن بود.